# Безбуџетски филм
Безбуџетски филм је филм направљен са врло мало или без новца. Глумци и техничари су често запослени у овим филмовима без накнаде за свој рад. Безбуџетски филм се обично снима на почетку каријере филмског ствараоца, са намером да се или истраже креативне идеје, тестирају њихове филмске способности или да се користи као професионална „визит карта” када траже посао у креативној индустрији. Небуџетски филмови се обично шаљу на филмске фестивале, а намера је да се повећа интересовање за филм.
Филмове без буџета финансира редитељ, који обично преузима више улога, или пак користи екипу волонтера.
Ова врста филмова се у прошлости често снимала користећи Супер 8 филмску траку или видео, али новији филмови су искористили предности јефтиних дигиталних камера и програма за монтажу. Значајан пример овога може се наћи у раду ASS Studio, небуџетског филмског студија који су 2011. основале Кортни Фатом Сел и Џен Милер у Њујорку.
Безбуџетски филмови се могу дистрибуирати на филмским фестивалима који се фокусирају на независне и експерименталне филмове, као што су Flicker Film Festival и No Budget Film Festival у Лос Анђелесу, Тхе 8 Фест у Торонту и Trasharama A-Go-Go фестивал у Аустралији. Пољска браћа су дистрибуирала свој небуџетски филм Само за љубавнике на iTunes-у и ослањала се на друштвене мреже да га објаве.
Примери добро прихваћених небуџетских филмова су Продавци Кевина Смита, Праћење Кристофера Нола, Таки Јафара Панахија и Ел Мариарчи Роберта Родригеза.